# 31. српска бригада НОВЈ
Тридесет прва српска бригада формирана је у Љигу 28. септембра 1944. у реорганизацијом јединица постојеће Друге шумадијске бригаде и Космајске бригаде. Том приликом од постојећих јединица формиране су 21, 22. и 31. српска бригада. Ове бригаде требало је да сачињавају привремену Шумадијску дивизију НОВЈ. Шумадијска дивизија је 6. октобра расформирана, а њена 21. бригада је распоређена у 5. крајишку, 22. бригада у 6. личку, а 31. српска бригада у 36. војвођанску дивизију. Након Београдске операције утврђена је коначна формација дивизија - 21. и 31. бригада ушле су у састав 21. српске дивизије, а 22. српска бригада остала је у саставу Шесте личке дивизије.
За првог команданта бригаде је постављен поручник Миодраг Нешић-Кеша, а за његовог заменика капетан Стеван Адамовић. Политички комесар је био мајор Момчило Вучековић-Мома, помоћник политичког комесара и партијски руководилац капетан Владимир Дујић-Влада, а начелник штаба Миле Марковић. За обавештајног официра именован је Стојан Белановић-Столе. Тог дана у строју бригаде било је око 850 бораца, а тај број повећавао се из дана у дан.
Током Београдске операције бригада је учествовала у борбама за Обреновац и борбама против остатака групе Штетнер које су се пробијале према Шапцу. Након ослобођења Шапца бригада је 4. новембра увече пребачена н Срем. Тада је бројала 1.750 бораца.
Током децембра 1944. Група армија Е успела је да се предњим деловима пробије преко Саве, након чега су стабилизовани немачки положаји између Саве и Драве. Један од низа немачких противнапада који су уследили, погодио је 21. српску дивизију, и посебно 31. српску бригаду у њеном саставу. Током успелог немачког напада на јужном крилу Сремског фронта, правцем Оток - Комлетинци - Нијемци, од 3. до 5. јануара 1945. 21. српска дивизија претрпела је губитке од 805 бораца избачених из строја (182 су погинула, 308 је рањено и 315 је нестало), од чега је 241 био из 31. српске бригаде (51 погинуо, 108 рањених и 82 нестала).
Следећи немачки напад уследио је 17. јануара са циљем поновног избијања на Ниберлуншку линију у области Шаренград - Новак Бапска - Беркасово. Током седмодневних тешких борби у којима су Немци заустављени и делимично одбачени, бригада је готово преполовљена, претрпевши губитке од 825 избачених из строја (погинуло је 178, а рањено 647 бораца). То су била најтежи ратни дани бригаде током целог рата.
Бригада је у саставу своје дивизије учествовала у априлу 1945. у борбама на тежишном правцу за пробој Сремског фронта. Након постигнутог одлучујућег успеха, током усиљеног наступања, уследиле су оштре борбе за Ђаково и на Звонимировој линији. Након пробоја овог фронта, 5. маја настављено је убрзано наступање општим правцем Криж - Иванић-Град - Дуго Село - Загреб.
Последње борбе у рату бригада је водила на дан 19. маја 1945. против усташа испред Цеља.
Током готово осмомесечних борби кроз бригаду је прошло близу 5.000 бораца, од којих је око 950 погинуло.